# Ute de Ballenstedt
Ute de Ballenstedt (en allemand : Uta von Ballenstedt), née vers l'an 1000 à Ballenstedt et morte le 23 octobre 1046, est une princesse germanique du haut Moyen Âge appartenant à la Maison d'Ascanie. Elle était mariée à Ekkehard II, margrave de Misnie.
Elle est surtout célèbre pour sa statue, dite Ute de Naumbourg, la représentant à la cathédrale de Naumbourg, située dans le côté occidental du chœur.

## Biographie
Ute de Ballenstedt est la fille du comte Adalbert de Ballenstedt et de son épouse Hidda (fille du margrave Odo Ier). C'est aussi la sœur du comte Esico de Ballenstedt (995-1060), ancêtre de la Maison d'Ascanie, de Dietrich, prévôt de Ballenstedt, de Ludolf, moine de Corvey et d'Hazecha, abbesse depuis 1044 de l'abbaye de Gernrode, dont leur aïeul Albert l'Ours avait été le protecteur. Elle a certainement reçu une bonne éducation de lettrée à partir de l'âge de six ou sept ans par les dames de l'abbaye de Gernorde. Le comte Gero (oncle de la grand-mère d'Ute) avait été son fondateur. Sa belle-sœur Hathui (939-1014) en était l'abbesse pendant la prime jeunesse d'Ute.
Ute est mariée en 1026 par son père à Ekkehard afin de renforcer son influence à l'est et de s'allier aux puissants margraves de Misnie, dont le margraviat avait été créé en 965 par l'empereur Otton Ier, pour se protéger des invasions venues de l'est. Cependant l'union demeure stérile, et avec elle s'éteint la dynastie ekkehardienne, cette lignée d'origine thuringienne qui fut la fondatrice de Meissen.
La margravine est douée d'un fort caractère et de courage. Elle est la fondatrice de la cathédrale Saints-Pierre-et-Paul de Naumbourg, ville nouvellement construite par la dynastie aux marches, pour en faire sa résidence. Ekkehard et Ute demeurent habituellement à Meissen, au château fortifié de bois entouré de douves se trouvant à l'emplacement actuel de l'Albrechtsburg, mais le château de Naumbourg qui est construit en pierres et plus moderne, lui est souvent préféré.
À la mort de son mari, la margravine se partage entre l'abbaye de Gernrode, dont sa sœur Hazecha est l'abbesse, et la cour de l'impératrice Agnès d'Aquitaine (1025-1077).

## Source
- (de) Cet article est partiellement ou en totalité issu de l’article de Wikipédia en allemand intitulé « Uta von Ballenstedt » (voir la liste des auteurs).